# Parlamentswahl in Kap Verde 2006
| Stimmenverteilung |
| ----------------- |
|                   |

Die Parlamentswahl in Kap Verde 2006 fand am 22. Januar 2006 statt. Es war die vierte Wahl seit der Einführung des Mehrparteiensystems in Kap Verde im Jahre 1990.
Für die 72 Sitze des kapverdischen Parlaments kandidierten fünf Parteien, die Afrikanische Partei für die Unabhängigkeit Kap Verdes, die Bewegung für die Demokratie, die Partei der demokratischen Erneuerung und die Sozialdemokratische Partei.

## Ergebnis
Die Stimmbeteiligung lag bei 54,2 %.
| Stimmen | Partei                                                                                                  | Prozent | Sitze |
| ------- | --- | ------- | ----- |
| 88.965  | Afrikanische Partei für die Unabhängigkeit Kap Verdes (Partido Africano da Independência de Cabo Verde) | 52,28   | 41    |
| 74.909  | Bewegung für die Demokratie (Movimento para a Democracia)                                               | 44,02   | 29    |
| 4495    | Unabhängige und demokratische Union Kap Verdes (União Caboverdiana Independente e Democrática)          | 2,64    | 2     |
| 1097    | Partei der demokratischen Erneuerung (Partido da Renovação Democrática)                                 | 0,64    | —     |
| 702     | Sozialdemokratische Partei (Partido Social Democrático)                                                 | 0,41    | —     |

Nach dem Erreichen der absoluten Mehrheit durch die PAICV bei dieser Wahl wurde bei der folgenden Präsidentschaftswahl im Februar 2006 deren Kandidat und Amtsinhaber seit 2001 Pedro Pires im ersten Wahlgang bestätigt.